# Сидеромелан

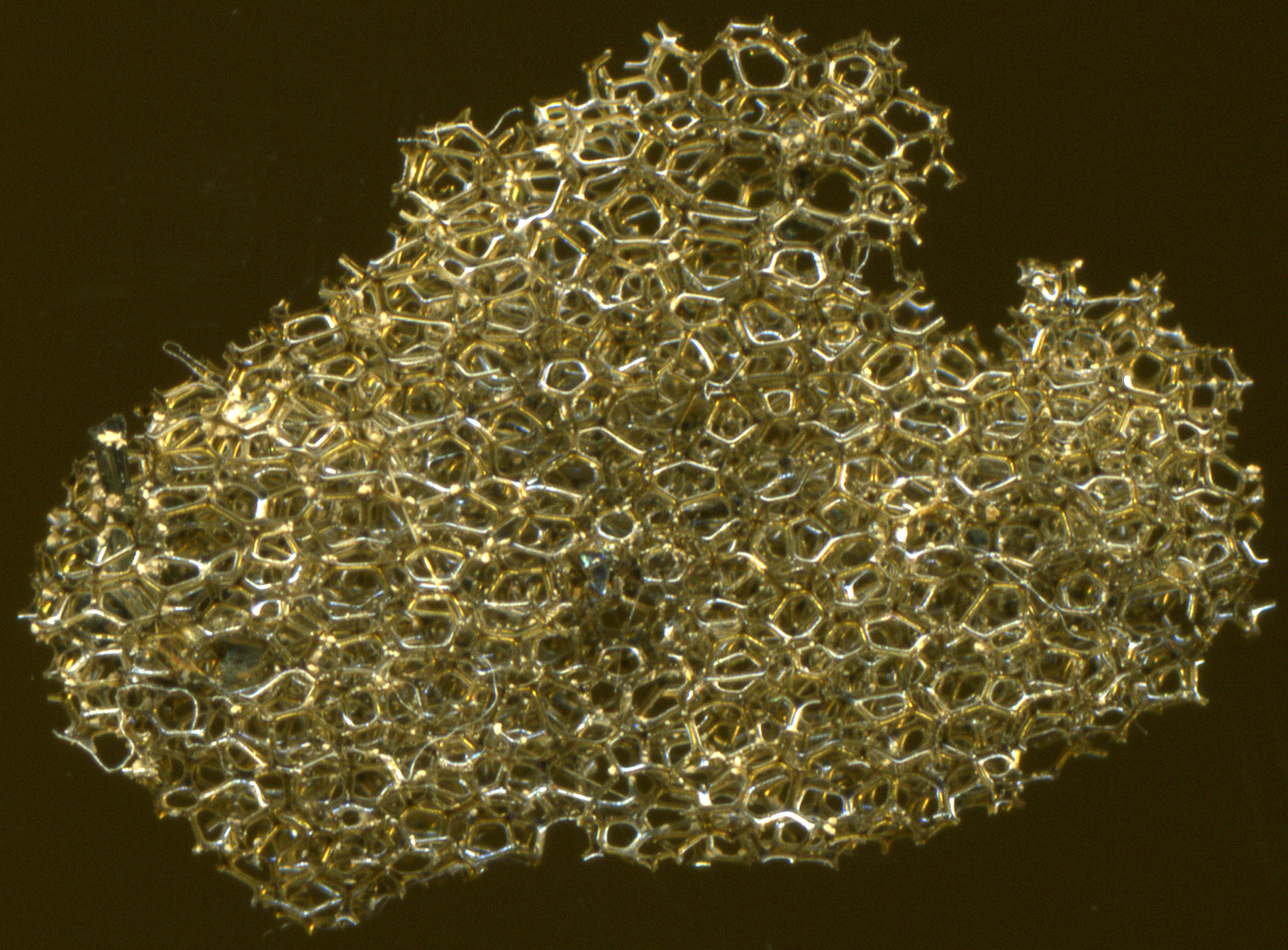
Сидеромелан. Гаваї.

Сидеромелан — базальтове вулканічне скло, зазвичай зустрічається в палагонітовому туфі, для якого він характерний. Це менш поширена форма тахіліту, з яким сидеромелан зазвичай зустрічається разом; однак йому не вистачає кристалів оксиду заліза, диспергованих у склі, і тому сидеромелан виглядає прозорими та чистими, з жовто-коричневим кольором, замість непрозоро-чорного тахіліту. Він утворюється при більш високих температурах і при більш швидкому охолодженні. Наявність сидеромелану вказує на більш високу температуру лави та затвердіння потоку ближче до вентиляційного отвору, ймовірно, шляхом швидкого гасіння у вологому середовищі.